# LinuxTLE
LinuxTLE (ausgesprochen: Linux Talee) ist eine thailändisch lokalisierte Linux-Distribution, die von der thailändischen Regierungsbehörde NECTEC, einer Abteilung des thailändischen Ministry of Science and Technology, erstellt wird. TLE steht für Thai Language Extension. Die Aussprache „Talee“ ist ein Anklang an das thailändische Wort ทะเล (das Meer). Dementsprechend ist das Logo der Distribution ein aus dem Meer springender Delfin. Wie bei anderen Linuxdistributionen üblich gibt es in Form von OpenTLE ebenfalls eine Live-CD-Ausgabe, mit der das System vor der Installation ausgiebig getestet werden kann und welche ebenfalls vom NECTEC vertrieben wird.

## Aufbau der Distribution
LinuxTLE basierte ursprünglich auf Red Hat, mittlerweile wird jedoch Ubuntu als Basis verwendet. Die Live-CD OpenTLE 7.10 basiert auf Knoppix und Berry Linux. Als Desktop wird GNOME verwendet. Ein Großteil der enthaltenen Programme sind auf Thai übersetzt. Linux/OpenTLE 5.5 vom April 2004 enthält neben den üblichen Web-, Grafik- und Officeprogrammen unter Linux insbesondere Thai TrueType Fonts, ArnThai 2.0 (eine Texterkennung für Thai), LEXiTRON 2.0 pre2 (Wörterbuch Thai – Englisch) und ThaiLatex.